# Coty
Coty er global parfumeproducent, der blev grundlagt i Paris i 1904. Dets primære produkter er parfumer og hud- og kropsplejeprodukter. Firmaet er kendt for sit samarbejde om udvikling af parfumer med designere og kendte.